# Xã Greenleaf, Quận Hand, South Dakota
Xã Greenleaf (tiếng Anh: Greenleaf Township) là một xã thuộc quận Hand, tiểu bang Nam Dakota, Hoa Kỳ. Năm 2010, dân số của xã này là 33 người.